# تكية لسان الأرض
تكية لسان‌ الأرض (بالفارسية: تكية لسان‌ الأرض) هي تكية شيعية تاريخية تعود إلى السلالة الصفوية، وتقع في أصفهان.